# Badminton bei den Women’s Islamic Games 2001
Beim Badminton bei den Women’s Islamic Games 2001 wurden drei Wettbewerbe ausgetragen (Einzel, Doppel und Team). Die Veranstaltung fand vom 26. bis zum 30. Oktober 2001 in Teheran statt.

## Sieger und Platzierte
| Disziplin   | Gold | Silber                                                            | Bronze                                                                |
| ----------- | --- | ----------------------------------------------------------------- | --------------------------------------------------------------------- |
| Dameneinzel | Iva Vrova Al-Katrib                                                                                              | Asma Butt                                                         | Behnaz Pirzamanbein                                                   |
| Dameneinzel | Iva Vrova Al-Katrib                                                                                              | Asma Butt                                                         | Nargiz Mehdieva                                                       |
| Damendoppel | Shiva Haji Baghali Shahrzad Ramazani                                                                             | Asma Butt Uzma Butt                                               | Bahareh Mahmoudieh Faranak Kherabady                                  |
| Damendoppel | Shiva Haji Baghali Shahrzad Ramazani                                                                             | Asma Butt Uzma Butt                                               | Nargiz Mehdieva Natavan Aliyeva                                       |
| Damenteam   | Iran Bahareh Mahmoudieh Behnaz Pirzamanbein Faranak Kherabady Shiva Haji Baghali Shahrzad Ramazani Zohreh Kamyab | Pakistan Ayesha Akram Asma Butt Uzma Butt Zahida Ali Sadia Arshad | Syrien Abeer Mohamad Iva Vrova Al-Katrib Rasha Al-Hassan Nabela Fatal |

## Damenteam

### Endstand
| Platz | Team                   | Pld | W | L | MF | MA | MD | GF | GA | GD | PF | PA | PD | Pts |        |
| ----- | ---------------------- | --- | - | - | -- | -- | -- | -- | -- | -- | -- | -- | -- | --- | ------ |
| 1     | Iran                   | 5   | 5 | 0 | 0  | 0  | 0  | 0  | 0  | 0  | 0  | 0  | 0  | 5   | Gold   |
| 2     | Pakistan               | 5   | 4 | 1 | 0  | 0  | 0  | 0  | 0  | 0  | 0  | 0  | 0  | 4   | Silber |
| 3     | Syrien                 | 5   | 3 | 2 | 0  | 0  | 0  | 0  | 0  | 0  | 0  | 0  | 0  | 3   | Bronze |
| 4     | Aserbaidschan          | 5   | 2 | 3 | 0  | 0  | 0  | 0  | 0  | 0  | 0  | 0  | 0  | 2   |        |
| 5     | Vereinigtes Königreich | 5   | 1 | 4 | 0  | 0  | 0  | 0  | 0  | 0  | 0  | 0  | 0  | 1   |        |
| 6     | Afghanistan            | 5   | 0 | 5 | 0  | 0  | 0  | 0  | 0  | 0  | 0  | 0  | 0  | 0   |        |